# Eucalyptus saligna
Eucalyptus saligna ist eine Pflanzenart innerhalb der Familie der Myrtengewächse (Myrtaceae). Sie kommt an der Küste von New South Wales, in der Great Dividing Range, sowie im Südosten und stellenweise an der Ostküste von Queensland vor und wird dort „Grey Gum“, „Blue Gum“ oder „Sydney Blue Gum“ genannt.

## Beschreibung

### Erscheinungsbild und Blatt

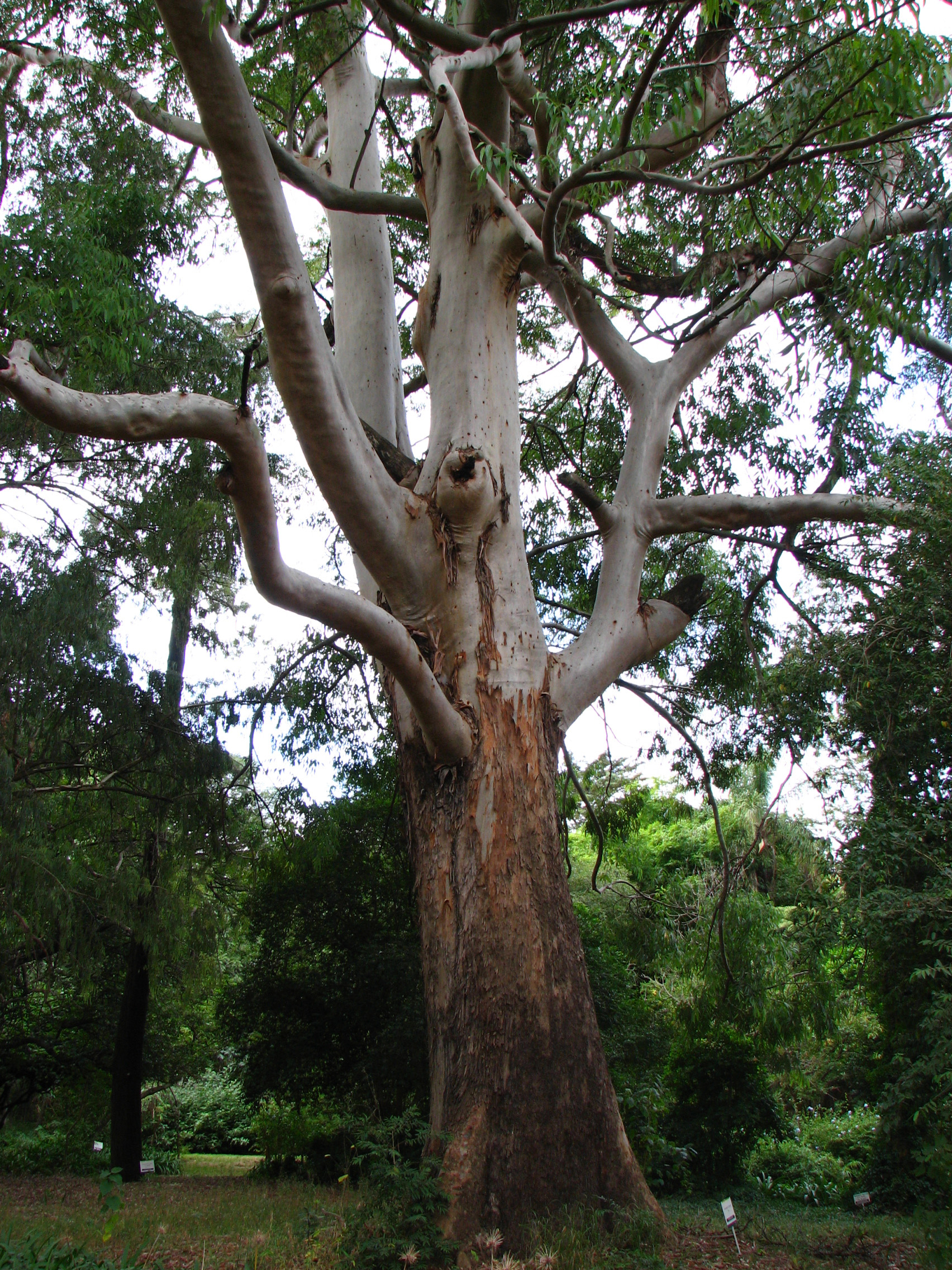
Stamm, Äste und Borke

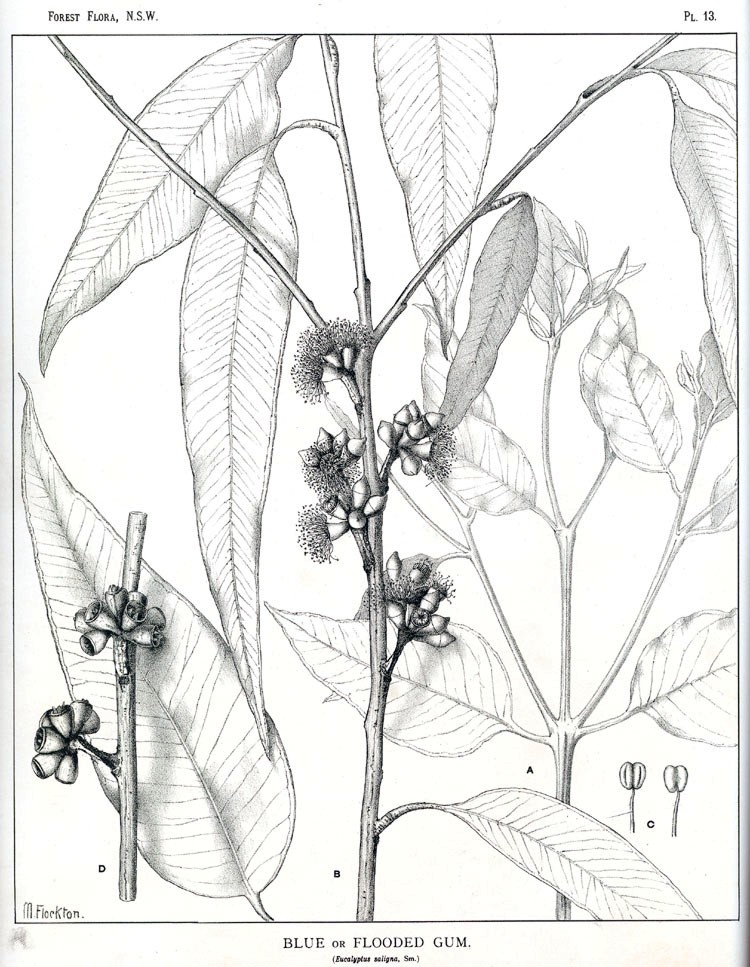
Illustration von Zweigen mit Laubblättern, Blütenständen, Früchten und Samen von Joseph Maiden aus „Forest Flora, N.S.W.“, Tafel 13

Eucalyptus saligna wächst als Baum, der Wuchshöhen von bis über 50 Meter, selten bis über 60 Meter erreicht. Die Borke ist am gesamten Baum glatt und verbleibt manchmal am unteren Teil des Stammes, ist pulvrig weiß oder grau bis blassbraun und schält sich in kurzen Bändern oder Flicken. Die Rinde der kleinen Zweige ist grün. Weder im Mark der jungen Zweige noch in der Borke gibt es Öldrüsen. Der Stammdurchmesser erreicht über 2,5 Meter, selten bis über 3,5 Meter.
Bei Eucalyptus saligna liegt Heterophyllie vor. Die Laubblätter sind stets in Blattstiel und -spreite gegliedert. Die Blattspreite an jungen Exemplaren ist eiförmig und glänzend grün bis dunkelgrün. An mittelalten Exemplaren ist die Blattspreite bei einer Länge von etwa 12 cm und einer Breite von etwa 5 cm ebenfalls eiförmig, gerade, ganzrandig und glänzend grün bis dunkelgrün. Die Blattstiele an erwachsenen Exemplaren sind 15 bis 25 mm lang und schmal abgeflacht oder kanalförmig. Die Blattspreite an erwachsenen Exemplaren mit verschiedenfarbig glänzend dunkelgrünen Ober- und Unterseiten ist bei einer Länge von 10 bis 17 cm und einer Breite von 2 bis 3 cm breit-lanzettlich, relativ dick, sichelförmig gebogen, verjüngt sich zur Spreitenbasis hin und besitzt ein mehr oder weniger spitzes oberes Ende. Die kaum sichtbaren Seitennerven gehen in geringen Abständen in einem stumpfen Winkel vom Mittelnerv ab. Die Keimblätter (Kotyledone) sind verkehrt-nierenförmig.

### Blütenstand und Blüte
Seitenständig an einem bei einer Länge von 4 bis 18 mm und einem Durchmesser von bis zu 3 mm im Querschnitt schmal abgeflachten oder kantigen Blütenstandsschaft stehen in einem einfachen Blütenstand sieben bis elf Blüten zusammen. Die Blütenstiele sind, soweit vorhanden, bis zu 3 mm lang und stielrund. Die nicht blaugrün bemehlten oder bereiften Blütenknospen sind bei einer Länge von 5 bis 8 mm und einem Durchmesser von 3 bis 4 mm eiförmig bis zylindrisch oder spindelförmig. Die Kelchblätter bilden eine Calyptra, die früh abfällt. Die glatte Calyptra ist konisch und leicht schnabelförmig, so lang oder doppelt so lang wie der glatte Blütenbecher (Hypanthium) und so breit wie dieser. Die Blüten sind weiß oder cremeweiß.

### Frucht
Die gestielte oder sitzende Frucht ist bei einer Länge von 5 bis 8 mm und einem Durchmesser von 4 bis 7 mm zylindrisch, birnen- oder glockenförmig und drei- bis vierfächrig. Der Diskus ist eingedrückt, die Fruchtfächer stehen heraus.

## Ökologie
Nach Waldbränden regeneriert sich Eucalyptus saligna aus schlafenden Knospen und den unteren Zweigen. Exemplare von Eucalyptus saligna können über 200 Jahre alt werden.
Der Graukopf-Flughund (Pteropus poliocephalus) ernährt sich von den Blüten, der Koala (Phascalarctos cinereus) von den Laubblättern und der Pennantsittich (Platycercus elegans) von den Samen von Eucalyptus saligna. Auch Bockkäfer der Arten Paroplits australis sowie Agrianome spinicollis und Tessaromma undatum fand man schon auf Eucalyptus saligna.
Das Absterben der Kronen von Eucalyptus saligna hängt mit dem Vorkommen des gebietstreuen und aggressiven Vogels „Bell Miner“ (Manorina melanophrys) und des Insektes Glycaspis spec. zusammen, ein Symptom, das im Englischen als „Bell-Miner-associated Dieback“ (BMAD) genannt wird. Die genauen ökologischen Mechanismen, die zu diesem Symptom führen, sind allerdings unbekannt.

## Vorkommen
Das natürliche Verbreitungsgebiet von Eucalyptus saligna ist die Küste von New South Wales und die angrenzende Great Dividing Range sowie der Südosten und stellenweise die Ostküste von Queensland. Während Eucalyptus saligna nördlich von Sydney als reine Form vorkommt, zeigen die Populationen südlich von Sydney nach Süden zunehmend Intergradationen mit Eucalyptus botryoides. Bis nach Batemans Bay ähneln die Exemplare noch vorwiegend Eucalyptus saligna, weiter südlich eher Eucalyptus botryoides.
Eucalyptus saligna gedeiht weitverbreitet und häufig in feuchten Wäldern auf unfruchtbaren oder mäßig fruchtbaren Böden, oft an Hängen.

## Taxonomie
Die Erstveröffentlichung von Eucalyptus saligna erfolgte 1797 durch James Edward Smith unter dem Titel Botanical Characters of Some Plants of the Natural Order of Myrti in Transactions of the Linnean Society of London, Volume 3, S. 285. Synonyme für Eucalyptus saligna Sm. sind: Eucalyptus saligna var. protrusa Blakely & McKie, Eucalyptus saligna Sm. var. saligna, Eucalyptus saligna Sm. subsp. saligna.
Es gibt natürliche Hybriden von Eucalyptus saligna mit Eucalyptus acaciiformis und in Queensland auch mit Eucalyptus quadrangulata und Eucalyptus tereticornis.

## Nutzung
Das Holz von Eucalyptus saligna ist dunkel honigfarben, hart und besitzt ein spezifisches Gewicht von etwa 850 kg/m³. Es wird als Bauholz, für Verkleidungen und im Bootsbau eingesetzt. Wegen seiner Farbe werden gerne Böden und Möbel aus diesem Holz gefertigt.